# Cindy Bruna
Cindy Bruna (27 de septiembre de 1994) es una modelo francesa de ascendencia keniata e italiana.

## Carrera
Fue la primera modelo de raza negra en desfilar en exclusiva para Calvin Klein. Desfiló en los Victoria's Secret Fashion Shows de 2013 a 2018.
En 2014, fue la tercera modelo de color en participar en una campaña de Prada, después de Naomi Campbell y Malaika Firth. Además, ha desfilado para Tom Ford, H&M, Elie Saab, Balmain, L'Oreal, Redemption, Jacquemus, Brandon Maxwell, Jean Paul Gaultier, Armani, Antonio Berardi, Leonard Paris, entre otros.
En 2017 fue la chica de portada de la revista L'Officiel Ucrania del mes de julio, como también apareció en sus páginas y en la temporada primavera/verano posó para Richard Burbridge en la 10 Magazine.
En 2018, entre su trabajo editorial se encuentra la editorial de Vogue, "You're so Vain" en marzo, la portada de la revista Madame Figaro de junio, la de Vogue Arabia en septiembre y la editorial de "Un Cuerpo a su medida" de Vogue España en octubre. Además, apareció en la editorial "Street Style" primavera/verano 2019 de la revista de models.com. Ese mismo año posó para su propio catálogo de trajes de baño llamado "Cindy Bruna's Bikini Transformation".
Ha realizado campañas para marcas como Chanel, Ralph Lauren, Balmain, y YSL. En la actualidad figura en la lista de models.com de las "Money Girls", es decir, las modelos mejor pagadas de la industria.